# Orthotrichia momanga
Orthotrichia momanga är en nattsländeart som beskrevs av Olah 1989. Orthotrichia momanga ingår i släktet Orthotrichia och familjen smånattsländor. Inga underarter finns listade i Catalogue of Life.